# Pau dos Ferros
Pau dos Ferros là một đô thị thuộc bang Rio Grande do Norte, Brasil. Đô thị này có diện tích 259,96 km², dân số năm 2007 là 27663 người, mật độ 106,4 người/km².